# Eesti Riiklik Sümfooniaorkester
Das Eesti Riiklik Sümfooniaorkester (Staatliches Symphonieorchester Estlands, ERSO) ist das führende Symphonieorchester Estlands. Es hat seinen Stammsitz im Opern- und Konzerthaus Estonia in Tallinn.
ERSO wurde als Radioorchester des staatlichen estnischen Rundfunks gegründet und trat am 18. Dezember 1926 erstmals auf. 1939 umfasste das Raadio-Ringhäälingu Sümfooniaorkester („Radio-Rundfunksymphonieorchester“) bereits 39 Orchestermusiker, 1956 wuchs die Zahl auf 90 an.
In den 1950er-Jahren war das ERSO eines der ersten Symphonieorchester der Sowjetunion, das Werke der sogenannten Modernisten (u. a. Igor Stravinski, Arnold Schönberg, Anton Webern und Carl Orff) aufführte, die in der Zeit des Stalinismus als verpönt gegolten hatten. Das Orchester legte einen weiteren Schwerpunkt auf estnische Komponisten wie Eduard Tubin, Arvo Pärt, Lepo Sumera und Erkki-Sven Tüür. 1975 erhielt das Orchester unter dem Chefdirigenten Neeme Järvi seinen heutigen Namen.
Nach dem Zusammenbruch der Sowjetunion und der Wiedererlangung der estnischen Unabhängigkeit 1991 verließen die meisten Orchestermusiker das ERSO, um Anstellungen im Westen zu finden. Ab 1993 wurde das ERSO unter der Leitung des Dirigenten Arvo Volmer wiederaufgebaut, wobei vor allem die Streicher nach Meinung der Kritikerin Friederike Westerhaus zunächst aufgrund des eingeschränkten Budgets als „eher mittelmäßig“ galten. Trotzdem erhielten die Musiker des ERSO bereits im Jahr 2004 für eine Aufnahme mit Kantaten von Jean Sibelius unter Paavo Järvi den Grammy Award.
Heute zählt das ERSO etwa 100 Musiker und bewältigt 60–65 Konzerte pro Jahr. Chefdirigent ab 2001 war der Russe Nikolai Aleksejew. Ab September 2010 war Neeme Järvi, trotz Rücktrittserklärung im November 2010 wegen mangelnder Subventionen, erneut künstlerischer Leiter des Orchesters. Im Jahr 2020 folgte ihm Olari Elts nach.
Zu bekannten Gastdirigenten in der Geschichte von ERSO zählen unter anderem Waleri Gergijew, Mariss Jansons, Kurt Masur, Leif Segerstam, Paavo Järvi, Sir Neville Marriner, Kurt Sanderling und Igor Strawinski.

## Chefdirigenten
- Olav Roots (1939–1944)
- Paul Karp (1944–1950)
- Roman Matsov (1950–1963)
- Neeme Järvi (1963–1979)
- Peeter Lilje (1980–1990)
- Leo Krämer (1991–1993)
- Arvo Volmer (1993–2001)
- Nikolai Aleksejew (2001–2010)
- Neeme Järvi (2010–2020)
- Olari Elts (seit 2020)